# Ponto de areia

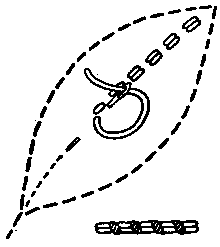
Execução do ponto de areia

Ponto de areia, também chamado de ponto de nós simples, grão de arroz ou ponto semente é um ponto de bordado do tipo reto, este ponto possui mais relevo do que o ponto de alinhavo.

## Utilização
Além de pontilhados, sombreados e para aplicação de contas é também empregado para contornos, coberturas, áreas como o miolo de flores e partículas.

## Execução
Faz-se dois pontos no mesmo orifício deixando um espaço antes do par de pontos seguintes.